# 贝尼亨夫拉
贝尼亨夫拉，是西班牙巴伦西亚自治区阿利坎特省的一个市镇。总面积18km2，总人口488人（2001年），人口密度27人/km2。